# Artifodina
Artifodina là một chi bướm đêm thuộc họ Gracillariidae.

## Các loài
- Artifodina himalaica Kumata, 1985
- Artifodina japonica Kumata, 1985
- Artifodina kurokoi Kumata, 1995
- Artifodina siamensis Kumata, 1995
- Artifodina strigulata Kumata, 1985